# Кір'яков Леонтій Несторович
Кір'яков Леонтій Несторович (нар. 8 травня 1919, Сартана — 11 серпня 2008, там само) — румейський поет, перекладач, член Спілки письменників СРСР та Національної спілки письменників України (1978). Лауреат Премії імені Максима Рильського (1995).

## Біографія
Після закінчення 1935 року Сартанської середньої школи вступив до Маріупольського педагогічного технікуму, який закінчив 1938 року. Писати вірші румейською мовою почав 1935 року. Перші його поетичні рядки друкувалися в грецькій газеті «Колехтивістис» в 1936—1937 рр. Ще студентом Маріупольського педтехнікума він розпочав співпрацю у газеті на посаді учня-літпрацівника, працював під керівництвом Г. А. Костоправа. Після закриття «Колехтивістиса» працював у колгоспі «Красный партизан» селища Сартана, разом із Антоном Шапурмою видавав свої твори в рукописному варіанті. За 20 років спільної роботи (1964—1986 рр.) вони випустили 12 таких збірок, які стали унікальними книгами, музейною рідкістю і зберігаються в музеях Києва, Канева, Маріуполя, Сартани.
В 1938—1941 року Леонтій Кір'яков працював на трубопрокатному заводі ім. Куйбишева (нині трубопрокатний цех ММК імені Ілліча). 13 вересня 1943 року був мобілізований, брав участь у визволенні міста Мелітополь. 1944 року зазнав поранення, до кінця війни служив у складі 106-го збірного пункту аварійних машин Третього Українського фронту. Нагороджений орденами Вітчизняної війни I ступеня, «За мужність», а також медалями; «За бойові заслуги», «За Перемогу над Німеччиною у Великій Вітчизняній війні 1941—1945 років» та іншими ювілейними медалями. В 1946—1954 роках працював на Маріупольському трубопрокатному заводі ім. Куйбишева старшим контролером відділу технічного контролю.
Леонтій Кір'яков вів активну роботу з відродження румейської літератури, продовжуючи справу свого вчителя і наставника Георгія Костоправа. Він переклав на грецьку мову шедеври світової літератури: «Слово о полку Ігоревім», «Витязь у тигровій шкурі» Шота Руставелі, а також твори О. Пушкіна, М. Лермонтова, Т. Шевченка, Лесі Українки, М. Рильського, Д. Павличка.
Автор книг: «Малятам дошколятам» (1996), «Народні пісні греків Приазов'я» (1994), співукладач збірки «Казки греків Приазов'я», яку А. Андрєєва переклала на українську. Засновник, упорядник і співавтор грецького літературно-мистецького альманаху «Пирнэшу астру» («Ранкова зірка», у видавництві «Донбас» випущено чотири збірки — в 1988, 1989, 1991 і 1993 роках), в якому опубліковано твори грецьких літераторів України.
Помер 11 серпня 2008 року в Сартані.